# Mendaxinus
Mendaxinus  (лат.) — род жуков-стафилинид из подсемейства Oxytelinae (триба Thinobiini). Встречаются в Эфиопской (Тропическая Африка) и Восточной (Юго-восточная Азия) биогеографических областях. Один из подвидов (M. dilutus dilutus (Wollaston, 1867)) заходит в Палеарктику и встречается на островах Кабо-Верде. В мировой фауне на 2025 год известно (55 видов и 4 подвида, большинство — в Тропической Африке). Обычно обнаруживаются по берегам пресных водоемов и во влажной лесной подстилке.

## Описание
Мелкие жуки, длина тела 2—4 мм. Имеют особое строение гипомера, ретортовидную сперматеку, конусовидную апикальную часть эдагуса и узкие парамеры. Внешне сходны с представителями рода Carpelimus, отличаются пятичлениковыми лапками, боковым расположением эдеагуса в брюшке и его строением, строением сперматеки. От представителей рода Thinodromus хорошо отличаются отсутствием подковообразного вдавления в основании диска переднеспинки, строением эдеагуса и сперматеки.

## Классификация
Род Mendaxinus был выделен российским энтомологом Гильденковым Михаилом Юрьевичем (Mikhail Yurievich Gildenkov) в 2004 году, вначале как подрод рода Thinodromus. Название происходит от латинского слова «mendax» — обманчивый.
Включает следующие виды:
- M. aethiopicus (Gildenkov, 2001) — Сьерра-Леоне
- M. akonolingensis Gildenkov, 2007 — Камерун
- M. ambreensis Gildenkov, 2019 — Мадагаскар
- M. bicoroensis Gildenkov, 2007 — Конго-Киншаса
- M. borneensis (Bernhauer, 1928) — Малайзия: Борнео
- M. brendelli Gildenkov, 2013 — Ангола
- M. browni Gildenkov, 2013 — Кот де Ивуар
- M. cardamoniensis Gildenkov, 2019 — Индия
- M. complanatus Gildenkov, 2015 — Таиланд
  - M. congoensis congoensis (Fauvel, 1900) (M. congoensis) — Конго-Киншаса.
  - M. congoensis ealanus (Bernhauer, 1937) (M. ealanus) — Конго-Киншаса
- M. congoensis mafingensis (Bernhauer, 1932) (M. mafingensis) — Конго-Киншаса; Намибия, Замбия; Зимбабве; Уганда; Ботсвана; Габон; Камерун; Сенегал, Кения; Ангола.
- M. danielssoni Gildenkov, 2007 — Сенегал; Гвинея.
- M. debitus Gildenkov, 2013 — Сьерра-Леоне; Гвинея .
  - M. dilutus dilutus (Wollaston, 1867) — Гвинея; Кабо-Верде.
  - M. dilutus tsuapaensis Gildenkov, 2013 — Конго-Киншаса; Уганда.
- M. dualus Gildenkov, 2015 — Таиланд.
- M. electus (Gildenkov, 2004) — Сьерра-Леоне; Буркина-Фасо.
- M. felus Gildenkov, 2015 — Индонезия: Суматра; Индонезия: Сулавеси; Малайзия; Таиланд; Индия.
- M. fictus Gildenkov, 2013 — Гвинея.
- M. fimbriolatus (Cameron, 1948) — Кот де Ивуар; Камерун.
- M. genalis (Fauvel, 1900) — Конго-Киншаса; Габон; Сьерра-Леоне; Нигерия.
- M. grabowskyi Gildenkov, 2015 — Индонезия: Суматра; Малайзия.
- M. halli Gildenkov, 2013 — Камерун; Габон.
- M. iduus Gildenkov, 2013 — Гвинея.
- M. janaki Gildenkov, 2013 — Мадагаскар.
- M. kalutaraensis Gildenkov, 2019 — Шри-Ланка
- M. kivuensis Gildenkov, 2013 — Конго-Киншаса.
- M. koppi (Eppelsheim, 1885) — Гана; Гвинея; Нигерия; Буркина-Фасо; Сьерра-Леоне; Кот де Ивуар; Сенегал; Гамбия; Камерун; Чад; Судан; Эфиопия.
- M. kribiensis Gildenkov, 2013 — Камерун.
- M. loebli Gildenkov, 2007 — Кот де Ивуар; Сенегал; Буркина-Фасо; Конго-Киншаса; Уганда; Ангола.
- M. longiventris (Cameron, 1952) — Ангола.
- M. machadoi (Cameron, 1950) — Ангола; Кот де Ивуар; Сенегал; Гамбия; Габон; Конго-Киншаса; Уганда; Нигерия.
- M. malawiensis Gildenkov, 2007 — Малави.
- M. megacephalus (Cameron, 1945) (= Trogophloeus megacephalus Cameron, 1945; Carpelimus megacephalus: Herman, 1970, 2001) — Индонезия: Ява; Вьетнам; Камбоджа; Таиланд.
- M. nanus Gildenkov, 2013 — Центральноафриканская Республика ; Конго-Киншаса.
- M. nondescriptus Gildenkov, 2015 — Таиланд.
- M. oblitus Gildenkov, 2022 — Индия.
- M. oculeus Gildenkov, 2013 — Кот де Ивуар.
- M. pallidicornis (Bernhauer, 1935) — Конго-Киншаса.
- M. pauliani (Cameron, 1948) — Кот де Ивуар; Руанда; Габон .
- M. pendleburyi (Cameron, 1950) (= Trogophloeus pendleburyi Cameron, 1950; Carpelimus pendleburyi: Herman, 1970, 2001) — Индонезия: Суматра; Малайзия; Вьетнам.
- M. priorus Gildenkov, 2007 — Конго-Киншаса; Камерун; Эфиопия; Уганда; Кения; Ангола; Замбия; Зимбабве; Намибия; Танзания; Ботсвана; Южно-Африканская Республика.
- M. proximus (Cameron, 1950) — Ангола; Сьерра-Леоне; Камерун .
- M. psammus Gildenkov, 2013 — Сенегал.
- M. rufotestaceus (Cameron, 1918) (= Trogophloeus (Taenosoma) rufotestaceus Cameron, 1918; Carpelimus rufotestaceus: Herman, 1970, 2001) — Сингапур.
- M. schoutedeni (Cameron, 1928) — Конго-Киншаса; Уганда (BNMH; cMG). (= M. ghesquierei (Bernhauer, 1937) — Конго-Киншаса (FMNH).
- M. semiopacus (Cameron, 1928) (= Trogophloeus (Trogophloeus) semiopacus Cameron, 1928; = Carpelimus (Bucephalinus) semiopacus: Gildenkov, 2012) — Конго-Киншаса.
- M. seredouensis Gildenkov, 2013 — Гвинея.
- M. seychelliensis Gildenkov, 2019 — Сейшельские острова.
- M. stenocollis Gildenkov, 2013 — Конго-Киншаса.
- M. termitus Gildenkov, 2015 — Малайзия.
- M. teryohini Gildenkov, 2007 — Замбия; Ангола.
- M. tycheus Gildenkov, 2007 — Конго-Киншаса.
- M. vivus Gildenkov, 2007 — Замбия; Руанда; Конго-Киншаса; Южно-Африканская Республика.
- M. vulgaris Gildenkov, 2013 — Камерун.
- M. zoae Gildenkov, 2007
  - M. zoae zoae Gildenkov, 2007 — Гвинея; Кения; Замбия.
  - M. zoae patensus Gildenkov, 2007 — Конго-Киншаса; Камерун; Кения; Центральноафриканская Республика; Габон.
- M. zotti Gildenkov, 2013 — Гвинея; Центральноафриканская Республика; Гана.